# Heraclia albocincta
Heraclia albocincta är en fjärilsart som beskrevs av Gustaaf Hulstaert. Heraclia albocincta ingår i släktet Heraclia och familjen nattflyn. Inga underarter finns listade i Catalogue of Life.